# Magma quotient
Soit {\displaystyle M=(E,\cdot )} un magma, au sens de l'algèbre. Si R est une relation d'équivalence dans E satisfaisant à une condition qui sera précisée plus loin, l'ensemble quotient E/R peut être muni d'une structure naturelle de magma qui fait de l'application canonique de E sur E/R un morphisme de magmas. Le magma E/R est appelé le magma quotient de M par R et se note M/R.

## Définitions
Soient E un ensemble et {\displaystyle \cdot } une loi de composition interne (partout définie) dans E. Une relation d'équivalence R dans E est dite compatible avec la loi {\displaystyle \cdot } si pour tous éléments a, b, c, d de E tels que a R b et c R d, on a aussi {\displaystyle (a\cdot c)R(b\cdot d).}
Dans une autre notation, cette condition s'exprime comme suit :
pour tous éléments a, b, c, d de E tels que
{\displaystyle a\equiv b{\pmod {R}}}
et
{\displaystyle c\equiv d{\pmod {R}},}
on a aussi
{\displaystyle a\cdot c\equiv b\cdot d{\pmod {R}}.}
Soient {\displaystyle M=(E,\cdot )} un magma et R une relation d'équivalence dans E compatible avec la loi {\displaystyle \cdot }. Désignons par {\displaystyle \varphi } la surjection canonique de E sur l'ensemble quotient E/R, c'est-à-dire que {\displaystyle \varphi } est l'application de E sur E/R telle que, pour tout élément x de E, {\displaystyle \varphi (x)} est la classe de x selon R. Il existe une et une seule loi de composition {\displaystyle \star } dans l'ensemble quotient E/R telle que, pour tous éléments x et y de E,
{\displaystyle \varphi (x)\star \varphi (y)=\varphi (x\cdot y).}
Cette propriété revient à dire que la surjection canonique {\displaystyle \varphi } de E sur l'ensemble quotient E/R est un morphisme de magmas de M dans le magma {\displaystyle (E/R,\star ).}
On dit que {\displaystyle (E/R,\star )} est le magma quotient de M par R et on le note M/R. On dit que {\displaystyle \varphi } est le morphisme canonique de M sur M/R.
Dans la suite du présent article, on commettra l'abus de langage courant d'identifier un magma {\displaystyle M=(E,\cdot )} et son ensemble sous-jacent E.

## Exemples
Les monoïdes et les groupes sont des magmas. On sait qu'un morphisme de magmas d'un groupe dans un groupe est forcément un morphisme de groupes mais qu'un morphisme de magmas d'un monoïde dans un monoïde n'est pas forcément un morphisme de monoïdes. Néanmoins :
Soient M un magma et R une relation d'équivalence dans M, compatible avec la loi de M. Si M est un monoïde (resp. un groupe), le magma M/R est un monoïde (resp. un groupe) et le morphisme canonique de magmas de M sur M/R est un morphisme de monoïdes (resp. de groupes).
Si G est un groupe et H un sous-groupe normal de G, la relation {\displaystyle x\equiv y{\pmod {H}}} est une relation d'équivalence (en x et y) dans G, compatible avec la loi de G. Réciproquement, si R est une relation d'équivalence dans un groupe G, compatible avec la loi de G, il existe un (et un seul) sous-groupe normal H de G tel que, pour tous éléments x, y de G, xRy soit équivalent à {\displaystyle x\equiv y{\pmod {H}}}. Le magma quotient G/R est alors le groupe quotient G/H.
Dans ce cas particulier où le magma M est un groupe (dont on notera ici la loi par juxtaposition), le composé d'une classe X et d'une classe Y dans le magma quotient peut être décrit comme l'ensemble des xy, où x parcourt X et où y parcourt Y, mais ce n'est pas vrai pour n'importe quel magma. (Considérons par exemple un magma M comprenant au moins un élément qui ne peut pas s'écrire comme composé de deux éléments de M. On peut prendre pour M l'ensemble ℕ\{0} muni de l'addition, ou encore un magma libre non vide. La relation d'équivalence universelle R dans M (xRy pour tous éléments x, y de M) est compatible avec la loi de M, la seule classe d'équivalence est M, donc le composé de M avec M dans le magma quotient est M, mais M n'est pas égal à l'ensemble des xy avec x dans M et y dans M.)

## Morphisme compatible
Soient {\displaystyle M:=(E,\cdot )} un magma et {\displaystyle R} une relation d'équivalence dans {\displaystyle E} compatible avec {\displaystyle \cdot }. On dit qu'un morphisme {\displaystyle f} de {\displaystyle M} dans un magma {\displaystyle N} est compatible avec la relation {\displaystyle R} si pour tous éléments {\displaystyle x,y} de {\displaystyle E} tels que {\displaystyle xRy}, on a {\displaystyle f(x)=f(y)}.
Par exemple, le morphisme canonique de {\displaystyle M} sur {\displaystyle M/R} est compatible avec la relation {\displaystyle R}.
Soient {\displaystyle M} un magma et {\displaystyle R} une relation d'équivalence dans {\displaystyle M}, compatible avec la loi de {\displaystyle M}. Désignons par {\displaystyle \varphi } le morphisme canonique de {\displaystyle M} sur {\displaystyle M/R}. Soit {\displaystyle f} un morphisme de {\displaystyle M} dans un magma {\displaystyle N}; on suppose que {\displaystyle f} est compatible avec la relation {\displaystyle R}. Il existe alors un et un seul morphisme {\displaystyle g} du magma {\displaystyle M/R} dans le magma {\displaystyle N} tel que {\displaystyle f=g\circ \varphi .}

## Relation d'équivalence compatible engendrée par des relateurs
Soient {\displaystyle M:=(E,\cdot )} un magma et {\displaystyle (R_{i})_{i\in I}} une famille non vide de relations d'équivalence dans {\displaystyle E} compatible avec {\displaystyle \cdot }. L'intersection des {\displaystyle R_{i}} est encore une relation d'équivalence dans {\displaystyle E}, compatible avec {\displaystyle \cdot }.
Soit maintenant {\displaystyle ((a_{i},b_{i}))_{i\in I}} une famille d'éléments de {\displaystyle E^{2}}. D'après ce qui précède, l'intersection des relations d'équivalence dans {\displaystyle E} compatibles avec {\displaystyle \cdot } qui contiennent tous les {\displaystyle (a_{i},b_{i})} en est encore une, appelée «relation d'équivalence dans {\displaystyle E} compatible avec {\displaystyle \cdot } engendrée par la famille {\displaystyle ((a_{i},b_{i}))_{i\in I}}» (on dit aussi «par les {\displaystyle (a_{i},b_{i})}»).
Quand des éléments de {\displaystyle E^{2}} sont vus comme engendrant une relation d'équivalence dans {\displaystyle E} compatible avec {\displaystyle \cdot }, on les appelle volontiers des relateurs de {\displaystyle M}. Au lieu de considérer une famille de relateurs, on peut considérer un ensemble de relateurs et définir de façon évidente la relation d'équivalence dans {\displaystyle M} compatible avec la loi de {\displaystyle M} et engendrée par cet ensemble de relateurs.
Dans certains cas, le fait que des relateurs de {\displaystyle E^{2}} engendrant une relation d'équivalence {\displaystyle R} compatible avec la loi de {\displaystyle M} possèdent une certaine propriété permet de conclure que tout couple d'éléments en relation par {\displaystyle R} possède cette propriété. Par exemple:
Soit M un magma, soit {\displaystyle ((a_{i},b_{i}))_{i\in I}} une famille d'éléments de {\displaystyle E^{2}}; notons {\displaystyle R} la relation d'équivalence dans {\displaystyle E} compatible avec {\displaystyle \cdot } engendrée par les {\displaystyle (a_{i},b_{i})}. Soit {\displaystyle f} un morphisme de {\displaystyle M} dans un magma. On suppose que pour tout élément i de I,
{\displaystyle f(a_{i})=f(b_{i}).}
Alors, pour tous éléments {\displaystyle x,y} de {\displaystyle M} tels que {\displaystyle xRy}, on a:
{\displaystyle f(x)=f(y),}
autrement dit, l'homomorphisme f est compatible avec {\displaystyle R}.